# České lidové svátky
České lidové svátky jsou soubor společenských obyčejů, zvyků a obřadů cyklického charakteru s různě dlouhou tradicí, vázaných na roční období nebo konkrétní datum. Tyto výroční obyčeje zahrnují pestrou paletu rituálního konání doprovázenou řadou rekvizit, jako je hudba, písně, tanec, gesta nebo zvykoslovné texty.
Povaha těchto svátků je synkretická a v průběhu staletí proměnná. Většina z nich nemá autochtonní původ, ale je výsledkem kulturních difúzí, výměn a postupného vrstvení v rámci evropské kultury. Výroční obyčeje mají původ v různých kalendářových systémech, zahrnujících astronomický, meteorologický, agrární, církevní a občanský.
Odlišnou podobu, projevující se především vyšší organizovaností a okázalostí, měl obyčejový cyklus ve městech. Zahrnoval slavnosti řemeslníků v den svátku patrona jejich cechů, nejznámějšími příklady jsou krejčovský Slamník či Štrozok v Bubenči a ševcovská Fidlovačka v Nuslích. Slavnosti pořádala i různá bratrstva a školy se svými žáky. Největší rozdíly mezi venkovem a městem se objevovaly v letnicových zvycích..

## Dějiny
Ač některé lidové svátky, především vázané na astronomické jevy, jsou bezpochyby archaického charakteru,tak úvahy o jejich původu a podobě v době předhistorické jsou zpravidla na úrovni hypotéz. Snahy národopisců 19. století o rekonstrukci hypotetického všeslovanského či všegermánského kalendáře vyzněly naprázdno a detailní studium dobových výročních obyčejů té doby neprokázalo ani významnější odlišnosti mezi jejich podobou mezi česky a německy mluvícími obyvateli českých zemí.
V době příchodu křesťanství do českých zemích mělo nové náboženství již ustálený kalendář. Ten obsadil významné milníky roku svými svátky jako jsou Vánoce nebo Velikonoce a také již existovaly svátky světců. Přestože nová podoba výročních obyčejů byla částečně organizována církví, tak v lidovém prostředí došlo k jejich určité proměně, rozvíjení a obohacování. Jen volně se s liturgickým kalendářem spjaly svátky agrární jako počátek orby, jarní vyhánění na pastvu, dožínky, domlatky a další. Tyto obyčeje zanikliy zpravidla již před První světovou válkou společně se souvisejícími zastaralými výrobními technologiemi. Poté však byly některé z těchto zvyků obnovovány v rámci aktivit Agrární strany.

## Nový rok
Nový rok byl původně kladen na zimní slunovrat, tedy zpravidla 21. prosince. Po christianizaci se počal spojovat s narozením Ježíše Krista a jako počátek roku byl chápán 25. prosinec, civilní nový rok pak začínal 26. prosince. Později byl nový rok přesunut na 1. ledna, v souladu se starořímským kalendářem z roku 153 př. n. l., ale v lidovém prostředí nebyla tato změna dlouho přijímána. Kromě toho římskokatolický církevní rok začíná společně s adventem, tedy v neděli mezi 27. listopadem a 3. prosincem.
V důsledku změny kalendáře z juliánského na gregoriánský v roce 1582, která posunula data o deset dní dopředu, také došlo v lidovém prostředí k přesunutí některých novoročních zvyků do předvánočního období. Jedná se například o některé praktiky spojené se svátkem svaté Lucie 13. prosince, jejíž jméno, odvozené z latinského lux „světlo“, je symbolicky spojováno s novým počátkem.

## Advent

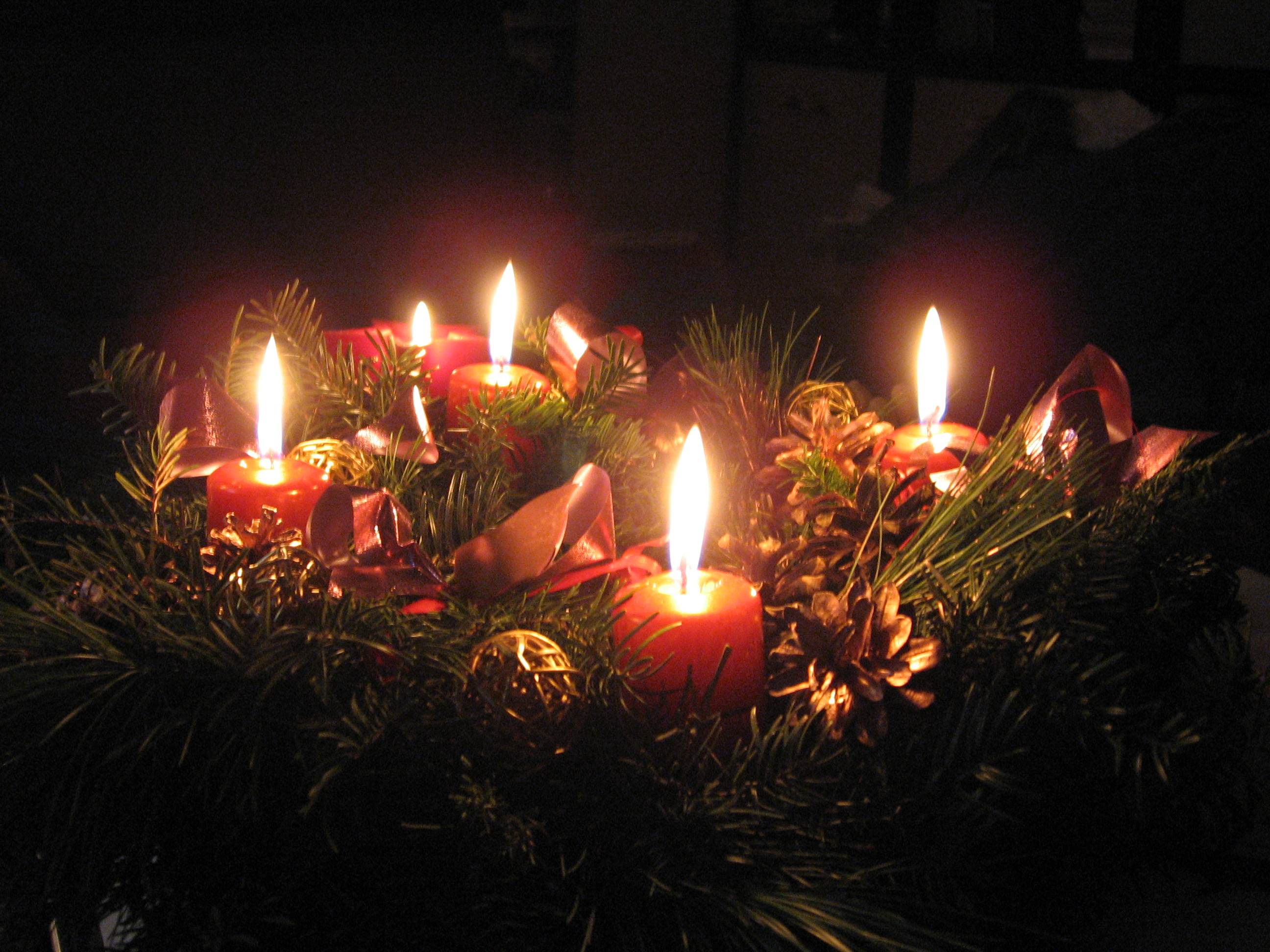
Adventní věnec

Advent, z latinského adventus „příchod“, začíná čtyři neděle před Štědrým dnem, tedy mezi 27. listopadem a 3. prosincem. V této délce se ustálil až ve středověku. Symbolicky je dobou kdy byla Panna Marie „v očekávání“ a čekáním na Vánoce. Toto období obyčejů v lidové kultuře zastínilo Velikonoce, nejdůležitější křesťanský svátek, pro daleko větší blízkost příběhu matky a jejího novorozeněte lidovému chápání než příběhu o ukřižovaném a zmrtvýchvstalém bohu.
Přes radostné očekávání v průběhu adventu se jednalo o období klidu a pokory. Po martinských posvíceních a kateřinských tancovačkách následovalo pravidelné docházení na mši, časté modlitby, rozdávání almužen, konání dobrých skutků, půst, pohlavní zdrženlivost a tvrdé lůžko. V katolickém prostředí významnou úlohu zaujímaly roráty, tedy ranní zpívané mše, a svátky významných světců, Barbory, Mikuláše, Ambrože, Početí Panny Marie, Lucie a Tomáše. Protestanti světili především adventní neděle a netrvali na přísném postu. Adventní osvětlení, věnce i názvy železná, bronzová, stříbrná a zlatá neděle se objevili v druhé polovině 20. století.
Věřilo se že během adventu vzrůstá moc temných sil, která čeká o slunovratu boj se silami světla. Představa démonů, ať už v podobě divokého honu, černých jezdců, lovců, bíle oděných žen nebo zvířat je archaická a v Evropě je silně ovlivněna vírou předkřesťanských Germánů. Ozvěnou těchto věr jsou obchůzky maskovaných osob nebo průvody masek během adventu. Nejznámější z maskovaných postav jsou, kromě Mikuláše, čerta a anděla; Lucky, Barborky a Perchty, souhrnně v etnologii nazývané středozimky.

## Zima

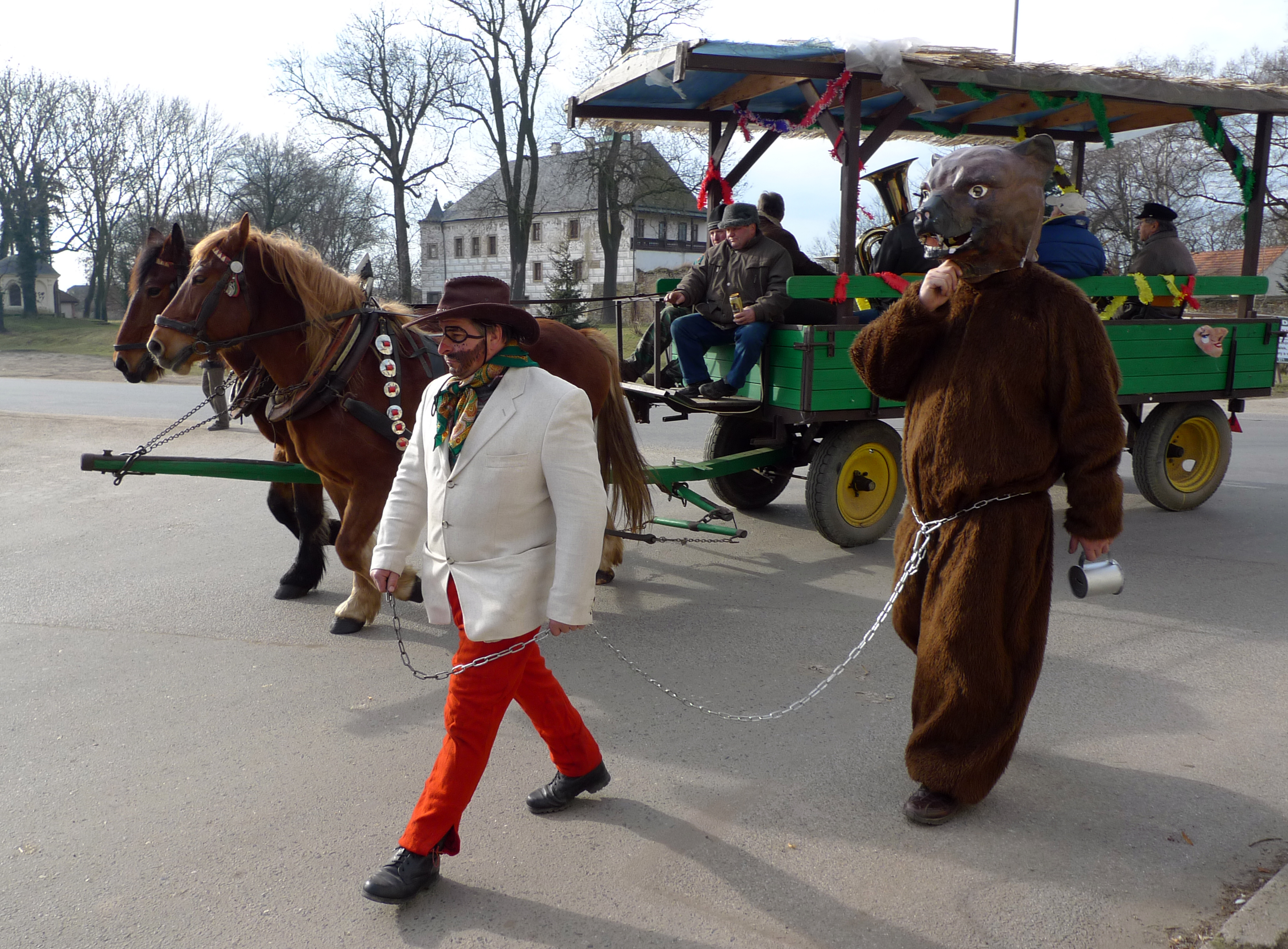
Masopustní průvod v Přerově nad Labem ve středním Polabí

Po Vánocích, které končí svátkem Tří králů, počíná období masopustu. Končí masopustním úterým, které nastává 47 dní před Velikonoční nedělí, a po něm následuje Popeleční středa jako první den postní doby. Masopust tedy začíná 7. ledna a končí v rozmezí od poloviny února do počátku března. Masopust vychází především z římského náboženství, které s předjařím spojovalo vegetační a plodnostní božstva jako je Bakchus.
Masopust představoval období hodování a veselí mezi dvěma postními dobami. Během něj probíhaly taneční zábavy, zabijačky a také svatby. Vrcholí posledním čtvrtkem tohoto období, zvaným Tučný čtvrtek, spojeným se zabijačkou a hostinou. Poslední tři dny, tedy masopustní neděle, pondělí a úterý jsou zvány končiny, ostatky, fašank či přímo masopust, se konají různé rituální úkony, průvod masek, scénické výstupy a končí taneční zábavou.

## Jaro

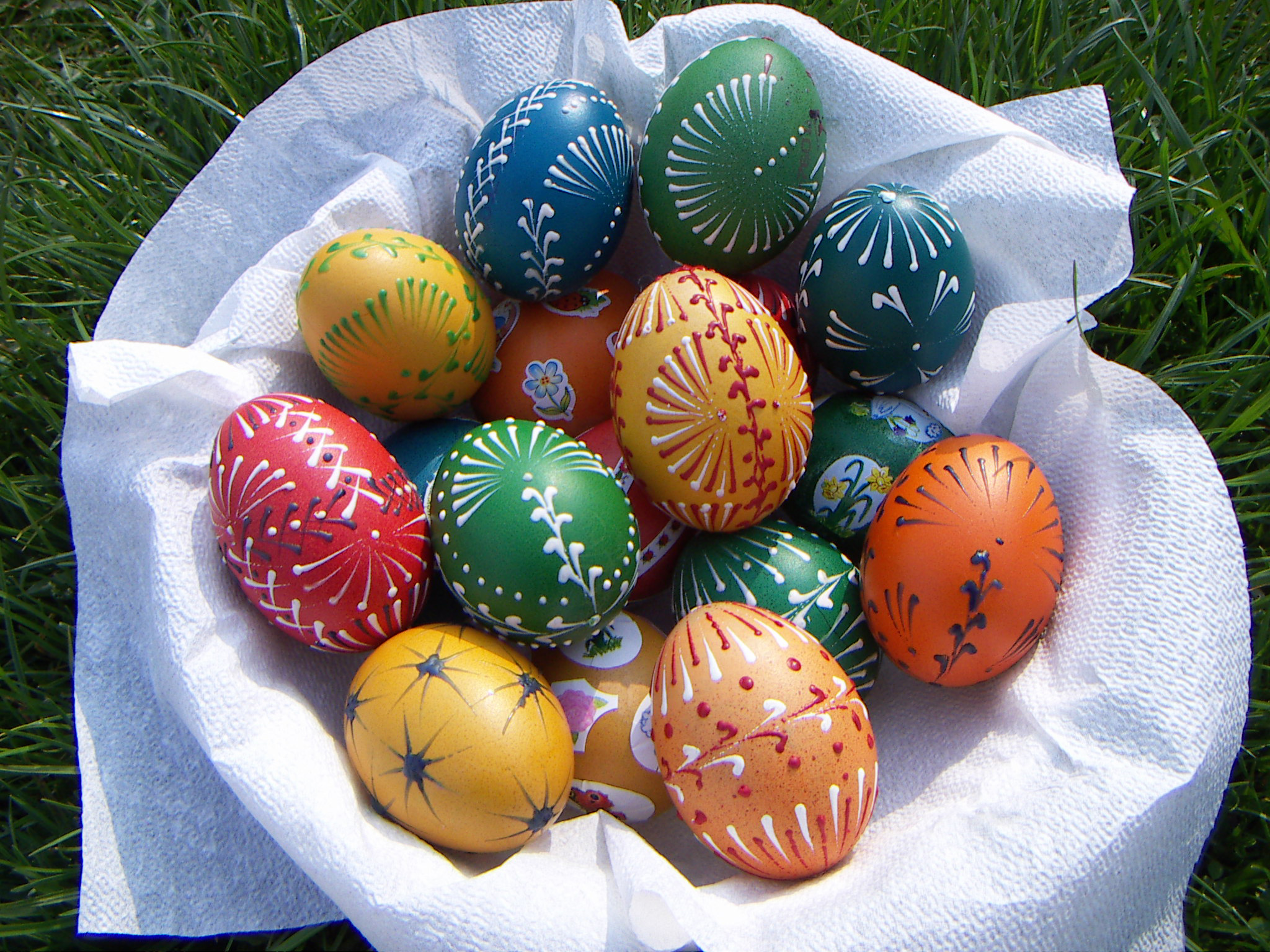
Velikonoční vajíčka malovaná barevným voskem z Jižních Čech

V předjaří začíná Popeleční středou postní doba, na kterou navazují Velikonoce, nejvýznamnější křesťanský svátek. Kromě křesťanství se v lidové kultuře tohoto období odráží předkřesťanské zvyky, soustředěné především před samotné Velikonoce, případně na jejich konec.
Nejznámějším předkřesťanským zvykem postní doby je vítání jara spojené s vynášením Smrti, které se koná na Smrtnou neděli, tedy dva týdny před Velikonocemi. Po květné neděli začíná pašijový týden, svázány především s křesťanskými zvyky. Velikonoce vrcholí večer na Bílou sobotu, vigilií následného Božího hodu velikonočního. Následná pomlázka na Velikonoční pondělí opět nese předkřesťanské rysy.
Po Velikonocích pokračuje liturgické mezidobí, jeden z mála významným církevních svátků tohoto období je zasvěcen svatému Jiří. V předvečer 1. května je však slaven archaický svátek zvaný pálení čarodějnic, májka, Filipojakubská noc nebo Valpuržina noc. Na prvního května připadá první máj, svátek zamilovaných.

## Léto

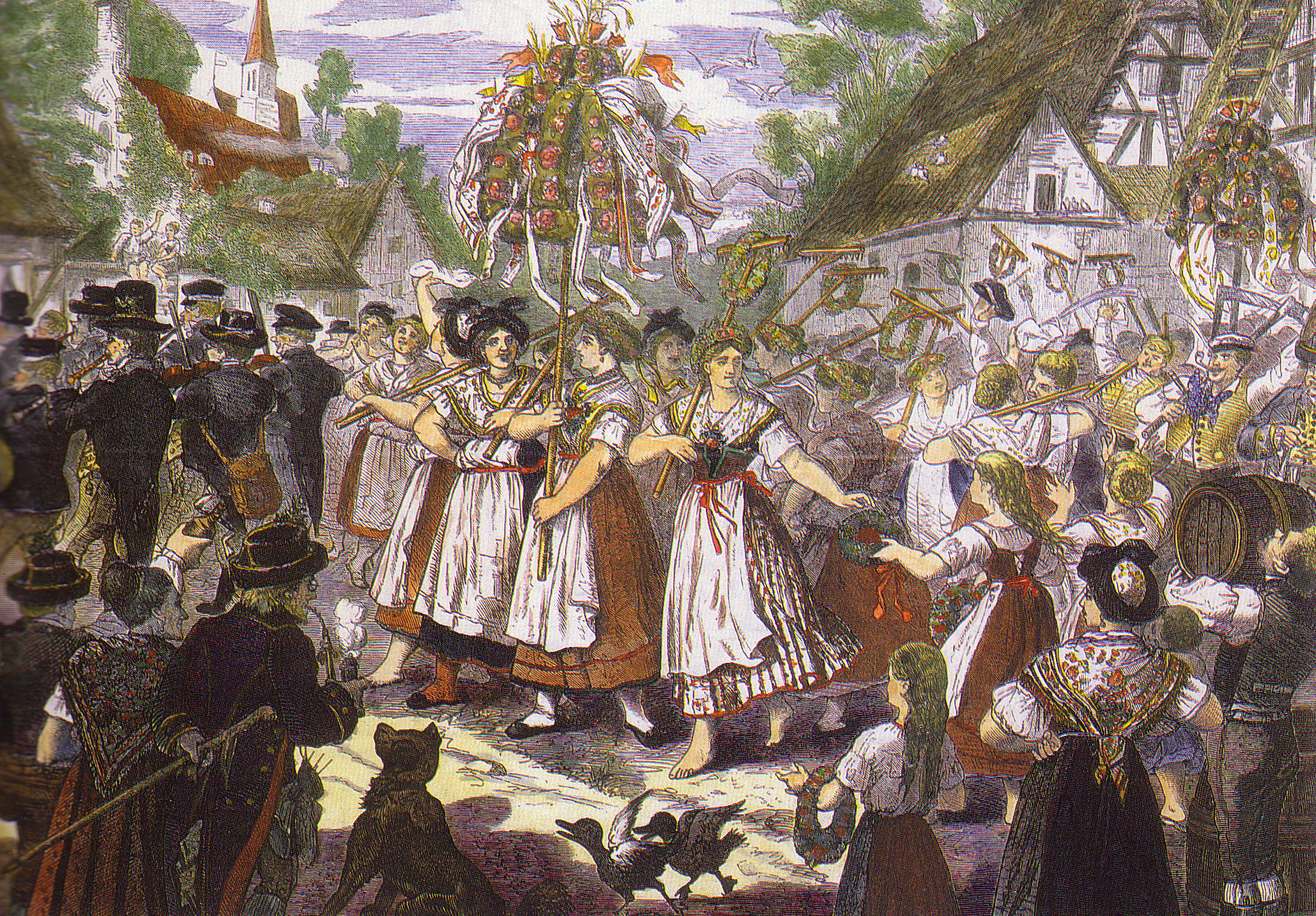
Dožínkový průvod na Táborsku v polovině 19. století

Mezi 10. květnem a 13. červnem leží počátek letnic neboli Svatodušních svátků. V lidovém prostředí se s nimi pojily kromě církevních obřadů také další zvyky, původně vztahované k letnímu slunovratu. Jedná se hlavně o takzvané králenské slavnosti, z nichž nejznámějším příkladem je slovácká a hanácká Jízda králů. Na archaické oslavy letního slunovratu navázal také svátek Jana Křtitele, neboli Svatojánská noc, slavený v předvečer 24. června. Během léta je pak řada zvyků spojená se senosečí, žněmi a především dožínkami.

## Podzim
Na počátku podzimu se v českých zemích slavil především svátek svatého Václava, zemského patrona. Konec října byl spojen s takzvaným havelským či císařským posvícením, na Moravě zvaného hody. Následovala Památka zesnulých, lidově nazývaná Dušičky, slavená v předvečer 2. listopadu. Svatomartinský svátek, slavený 11. listopadu a dříve spojený s vyplácením roční mzdy, a svatoondřejský svátek slavený 30. listopadu už byly spojeny s přicházející zimou a adventem.